# A-WA

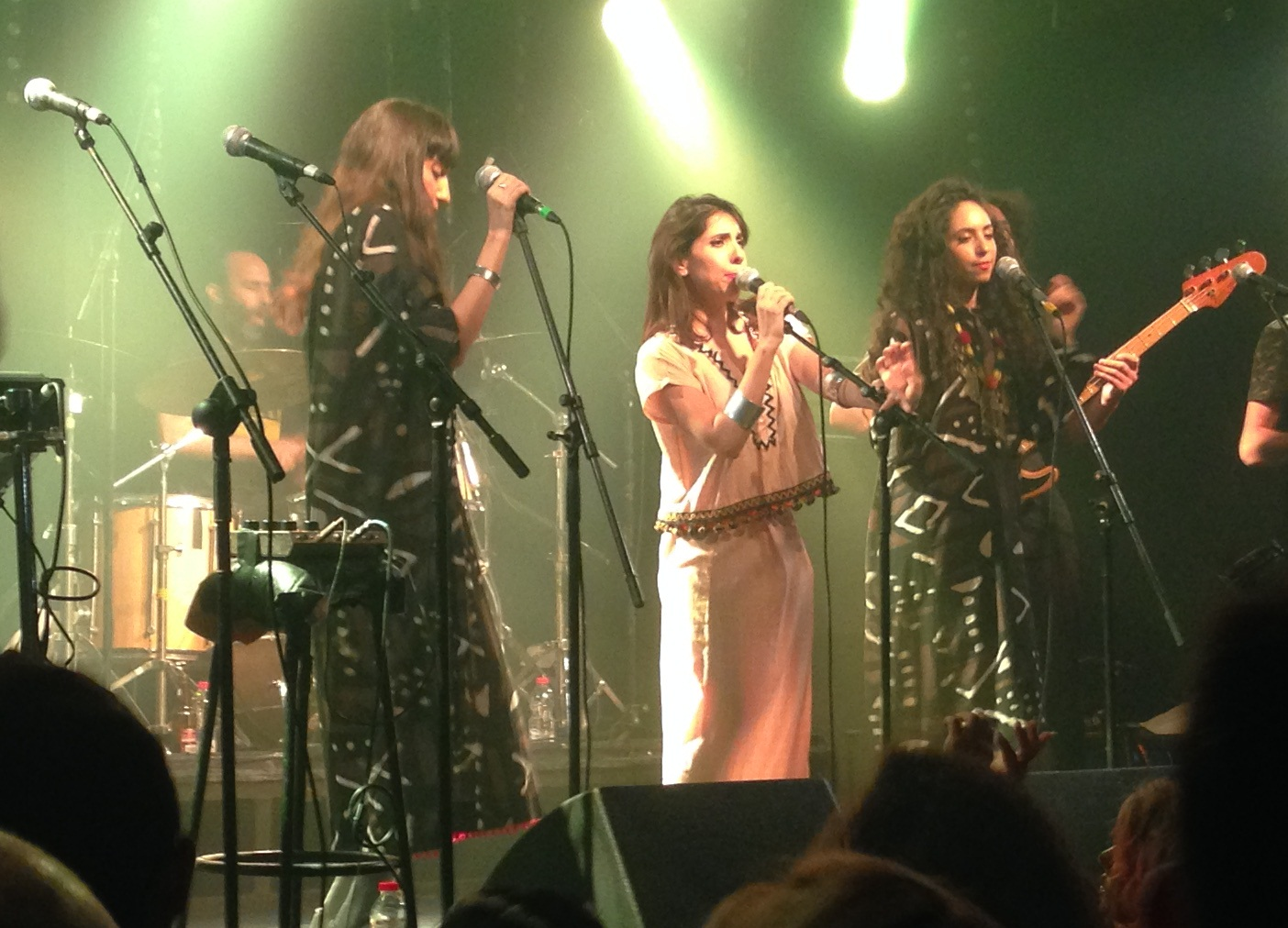
Die Band A-WA bei einem Konzert im Barbi-Club (September 2015)

A-WA (jemenitisch-arabisch إيوه, DMG īwa ‚ja‘, ursprünglich eine Kurzform aus إي والله, DMG ī wa-ḷḷāh ‚ja, bei Gott‘) ist eine israelische Band bestehend aus den drei Schwestern Tair, Liron and Tagel Haim. Die Band ist vor allem für ihren Song Habib Galbi bekannt geworden, in dem sie jemenitische, traditionelle Musik mit Elektro- und Hip-Hop-Beats unterlegen.

## Werdegang
Die Großeltern väterlicherseits der drei Schwestern kamen im Zuge der Operation Magic Carpet 1949/50 aus dem Jemen nach Israel. In der israelischen Gesellschaft hatten und haben Mizrachim – der in Israel gebräuchliche Name für aus Asien und besonders aus dem Nahen Osten stammende jüdische Bevölkerungsgruppen – einen besonders schweren Stand. Die drei Schwestern, aufgewachsen im Arava-Tal in Südisrael, gehören zu einer jüngeren Generation der Mizrachim, die sich auf ihr „orientalisches Erbe“ zurückbesinnen. Sie folgen damit Ofra Haza, die bereits in den 1980er Jahren mit jemenitischen Liedern weltweite Bekanntheit erlangte.
Die erste Single der Band – Habib Galbi („Liebe meines Herzens“) – beruht auf dem gleichnamigen Lied des Sängers Shlomo Moga’av aus den 1960er Jahren. In dem Lied besingt eine Frau ihren Kummer, da ihr Geliebter sie verlassen hat. Dies haben die drei Schwestern aufgegriffen und mit Elektro- und Hip-Hop-Beats unterlegt, wobei sie in jemenitischem Arabisch singen. Mit Unterstützung des Sängers und Produzenten Tomer Yosef, Lead-Singer der Band Balkan Beat Box, veröffentlichten sie die erste Single im April 2015. Im dazu produzierten Video tanzen die drei Schwestern in pinken Hidschābs, fahren mit einem Jeep durch die Wüste und tanzen mit drei in blauen Adidas-Anzügen gekleideten Männern einen jemenitischen Hochzeitstanz.
Die Band erreichte mit der Veröffentlichung ihrer Single große Bekanntheit, insbesondere in Nordafrika und der arabischen Halbinsel. Ein Album ist für Ende 2015/Anfang 2016 geplant.

## Diskografie

### Alben
- 2016: Habib Galbi
- 2019: Bayti Fi Rasi

### Singles (Auswahl)
- 2016: Habib Galbi (mit Pitbull)
- 2016: Lau Ma Al Mahaba
- 2016: Gul l’Abi (mit Acid Arab)
- 2017: אבודים בחלל (mit Tuna)
- 2018: Lost In Space (mit Tuna & Infected Mushroom)
- 2019: Hana Mash Hu Al Yaman
- 2019: Al Asad
- 2019: Mudbira